# Mordella peregrinator
Mordella peregrinator es una especie de coleóptero de la familia Mordellidae.

## Distribución geográfica
Habita en las islas Seychelles.